# Aéroport international Princesse-Juliana
L'aéroport international Princesse-Juliana (code IATA : SXM • code OACI : TNCM) est situé dans la partie néerlandaise de l’île de Saint-Martin, dans les Antilles, à l'ouest de la ville de Philipsburg et au sud-ouest de Marigot. Bien qu'il soit dans le territoire des Pays-Bas, l'aéroport dessert aussi la partie française de l'île qui possède néanmoins son propre aéroport, celui de Grand-Case Espérance, de plus petite taille et destiné à des dessertes locales. Il a été gravement endommagé par le passage de l'ouragan Irma, le 6 septembre 2017.

## Histoire
L'aéroport est ouvert en 1942 comme un aérodrome militaire, avant de devenir un aéroport civil l'année suivante. Il est célèbre pour sa piste située juste au bord de l'eau, avec une approche très basse à moins de trois mètres au-dessus d'une célèbre plage de l'île, Maho Beach. En termes de mouvements d'aéronefs, c'est le second aéroport des Petites Antilles, après l'aéroport international Luis-Muñoz-Marín à Porto Rico. Il porte le nom de l'ancienne reine des Pays-Bas Juliana. C'est une plateforme de correspondance pour la compagnie Winair et le point d'entrée majeur des îles du Vent des Petites Antilles.
Une toute nouvelle aérogare moderne et climatisée a ouvert en novembre 2006. Elle est dotée de quatre passerelles fixes et est conçue pour traiter deux millions de passagers par an.
Le 12 juillet 2017, une Néo-Zélandaise de 57 ans décède sur la plage de Maho à la suite d'une chute sur un bloc de béton. Accrochée à une clôture, elle est emportée par le souffle au décollage du vol 457 de la Caribbean Airlines,. C'est le premier décès connu dans cet endroit réputé dangereux et où ont déjà été constatés de nombreux blessés et dégâts matériels.

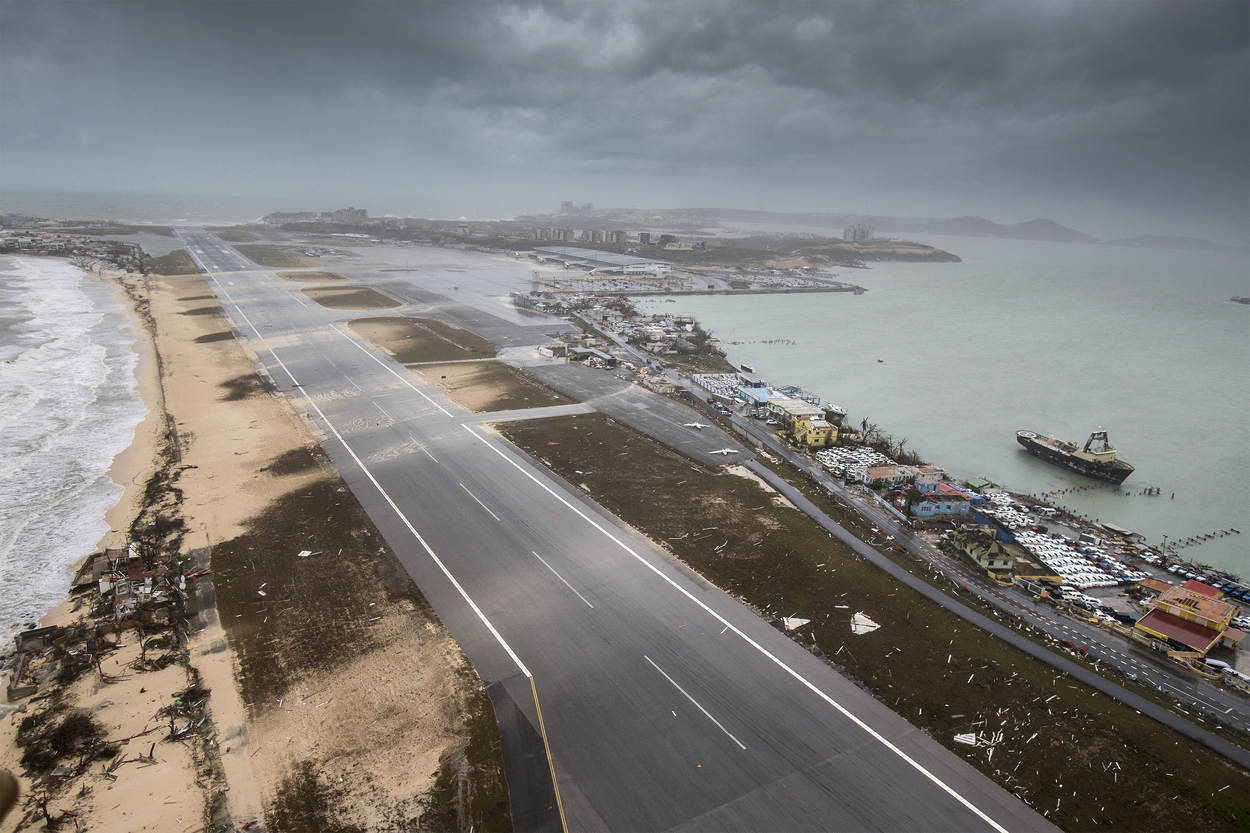
L'aéroport au lendemain du passage d'Irma.

Le 6 septembre 2017, le passage de l'ouragan Irma sur l'île entraîne des dégâts majeurs sur les infrastructures aéroportuaires (aérogare, passerelles, matériels) qui deviennent impraticables pour acheminer l'aide nécessaire aux populations de Saint-Martin.

## Situation

### Carte des aéroports du Royaume des Pays-Bas
| Amsterdam Eindhoven Groningue Maastricht-Aix-la-Chapelle Rotterdam-La Haye |

| Bonaire Saba Saint-Eustache Curaçao Aruba Saint-Martin |

## Trafic
Pour des raisons techniques, il est temporairement impossible d'afficher le graphique qui aurait dû être présenté ici.

Voir la requête brute et les sources sur Wikidata.

## Compagnies et destinations
| Compagnies                 | Destinations |
| -------------------------- | --- |
| Air Canada                 | En saison : Montréal (P.-E.-Trudeau), Toronto (Pearson) |
| Air Caraïbes               | Paris-Orly |
| Air Century                | Saint-Domingue-Dr. J. Balaguer |
| Air France                 | Paris-Charles de Gaulle |
| Air Sunshine               | - Anguilla-Clayton J. Lloyd, - Dominique - Douglas-Charles, - Newcastle (Nevis) - Vance W. Amory (en), - Charlotte Amalie - Cyril E. King, - San Juan - Luis-Muñoz-Marín, - Tortola - Terrance B. Lettsome (en), - Virgin Gorda (en) |
| Air Transat                | En saison : Montréal (P.-E.-Trudeau), Toronto (Pearson) |
| American Airlines          | Charlotte-Douglas, Miami, Philadelphie En saison : New York-John F. Kennedy, |
| Arajet                     | Saint-Domingue Las Américas |
| Caribbean Airlines         | Bridgetown-Grantley-Adams, Kingston-N. Manley, Port-d'Espagne - Piarco |
| Coastal Air                | Anguilla-Clayton J. Lloyd, Dominique-Canefield, Newcastle (Nevis) - Vance W. Amory (en), Christiansted - H. E. Rohlsen, Saint-Eustache |
| Condor                     | En saison charter : Francfort |
| Copa Airlines              | Panama-Tocumen |
| Delta Air Lines            | Atlanta H.-Jackson, New York-John F. Kennedy En saison : Minneapolis-Saint-Paul |
| Fly All Ways               | Curaçao En saison charter : Paramaribo-J. A. Pengel |
| Frontier Airlines          | En saison : Orlando |
| InterCaribbean Airways     | Tortola - Terrance B. Lettsome (en) |
| Jetair Caribbean           | Curaçao |
| JetBlue                    | Fort Lauderdale-Hollywood, New York-John F. Kennedy En saison : Boston Logan,, Newark-Liberty |
| KLM                        | Amsterdam |
| Silver Airways             | San Juan - Luis-Muñoz-Marín |
| Sky High Aviation Services | Santiago - Cibao, Saint-Domingue Las Américas |
| Spirit Airlines            | Fort Lauderdale-Hollywood |
| St Barth Commuter          | Saint-Barthélemy |
| Sunwing Airlines           | Montréal (P.-E.-Trudeau), Toronto (Pearson) |
| Trans Anguilla Airways     | Anguilla-Clayton J. Lloyd |
| United Airlines            | Newark-Liberty En saison : Chicago-O'Hare, Washington-Dulles |
| WestJet                    | Toronto (Pearson) |
| Winair                     | - Aruba-Reine-Beatrix, - Bonaire-Flamingo, - Curaçao, - Dominique-Canefield, - Dominique - Douglas-Charles, - Guadeloupe - Maryse Condé, - Newcastle (Nevis) - Vance W. Amory (en), - Port-au-Prince T. Louverture, - Saba-J. E. Yrausquin, - Saint-Barthélemy, - Saint-Eustache, - Saint-Christophe-et-Niévès, - Saint-Domingue Las Américas - Saint John's-V. C. Bird, - San Juan - Luis-Muñoz-Marín, - Tortola - Terrance B. Lettsome (en) |

Édité le 01/02/2020. Actualisé le 05/12/2022.

### Compagnies cargo
- Ameriflight (en)
- Amerijet International (en)
- CaribEx
- DHL Worldwide
- FedEx
- Roblex Aviation (en)
- Skyway Airlines (en)